# روجر فراي (لاعب كرة قدم)
روجر فراي (بالإنجليزية: Roger Fry)‏ هو لاعب كرة قدم بريطاني في مركز الدفاع، ولد في 18 أغسطس 1948 في ساوثهامبتون في المملكة المتحدة. لعب مع نادي ساوثهامبتون.